# Voßbarg

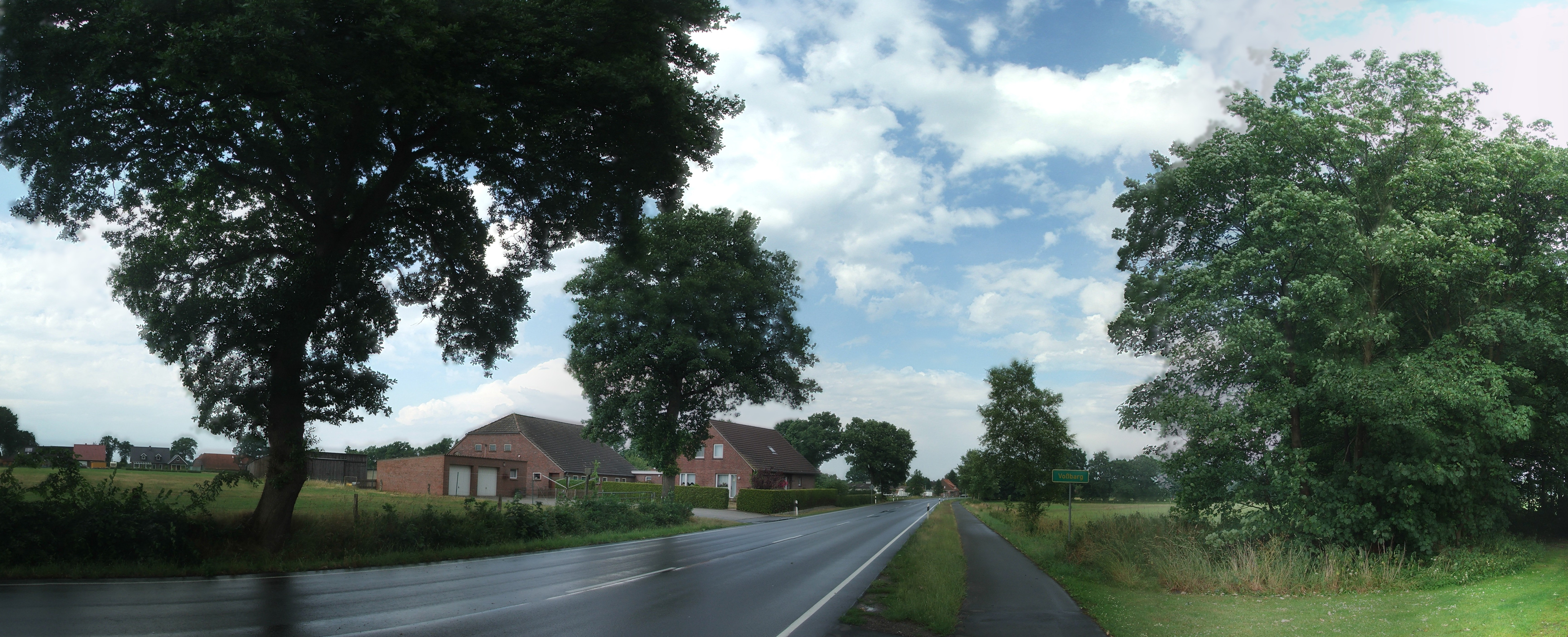
Vossbarg südlicher Ortseingang

Voßbarg ist ein in Ostfriesland gelegenes Reihendorf, das zur Stadt Wiesmoor im Landkreis Aurich gehört. Es ist eine Moorkolonie, zählt aber nicht zu den Fehnsiedlungen, weil kein Kanal als Ausgangspunkt der Besiedlung vorhanden war. Voßbarg besteht zum größten Teil aus Weideland und ist überwiegend landwirtschaftlich geprägt. Im Westen von Voßbarg liegt Strackholt, im Osten Wiesmoor, im Süden Zwischenbergen.

## Geschichte
Nach dem Urbarmachungsedikt des Königs Friedrich II. von Preußen wurden in Ostfriesland viele neue Siedlungen gegründet, um der wachsenden Bevölkerung Raum und Auskommen zu sichern.
Schon 1778 versuchten sich die ersten Kolonisten im sogenannten Colleger Heidfeld östlich von Strackholt anzusiedeln. Im Jahre 1780 erfolgte die Vermessung des ersten Landstücks mit einer Fläche von 3 Diemat (etwa 1,5 ha) für Rencke Janßen. Kurz danach siedelten bereits weitere Siedler: Claas Janßen, Otto Christoffers, Jan Focken und Harm Habben. Noch zählte Voßbarg zu Strackholt. Wenige Jahre später, 1787, wird Voßbarg eine selbstständige Gemeinde.
Die ersten Moorkolonisten lebten als Landwirte vom Anbau von Buchweizen. Ab 1824 siedelten auch einige Handwerker, Zimmerleute, Schmied, Gastwirte, Schneider, Bäcker und Schuster in Voßbarg. Auch zwei Krämerläden entstanden, eine Roßmühle und eine Windmühle. Weil 1851 beim Neubau des Auricher Schlosses viele Akten als Altpapier verkauft wurden, können die oben genannten Aussagen nicht dokumentarisch belegt werden.
Weil im 19. Jahrhundert das unter der Moorbrandkultur ausgelaugte Ackerland der Kolonie Voßbarg nicht mehr reichte, um seine Bewohner zu ernähren, siedelten etliche Einwohner um nach Zwischenbergen, später auch nach Fiebing.
Zwischen 1850 und 1900 wanderten zahlreiche Voßbarger wegen der wirtschaftlichen und politischen Schwierigkeiten nach Amerika, zum Beispiel nach Iowa, aus.
Die berühmteste Einwohnerin war in dieser Zeit Jantjemöh bzw. Jannchen Willms Brinkmann Saathoff. Sie wurde am 25. Oktober 1803 geboren und lebte mit ihrem Mann Balze Janssen Saathoff in einer kleinen Moorkate. Dieser starb im Jahre 1900. Einige Jahre später zog sie zu ihrem Sohn und starb dort 1908 im Alter von 105 Jahren.
1909 wurde das Torfkraftwerk Wiesmoor in Betrieb genommen. Nun fanden die Voßbarger Einwohner dort eine dauerhafte Arbeitsstelle bei der Torfgewinnung, ab 1925 auch in der inzwischen entstandenen Gemüsegärtnerei, der Wiesmoor-Gärtnerei. Die meisten Landstellen wurden nur noch im Nebenerwerb betrieben.
Am 1. Juli 1972 wurde Voßbarg ein Ortsteil der Stadt Wiesmoor. 1987 wurde das zweihundertjährige Bestehen feierlich begangen.

## Politik

### Ortsvorsteher
Ortsvorsteher von 1981 bis 2006 war Heinz Saathoff. Zwischen 2006 und 2011 bekleidete Gerd Steenblock das Amt, von 2011 bis 2021 wurde dieses Amt von Christian Buss ausgeübt. Seit November 2021 vertritt Jürgen Hedemann Voßbarg als Ortsvorsteher.

### Wappen
Das Wappen zeigt einen Fuchs (plattdeutsch: Voß) auf einem Sandrücken im Moor, solche kleinen Erhebungen wurden im flachen Ostfriesland Berg (plattdeutsch Barg) genannt.

## Wirtschaft und Infrastruktur
Es gibt neben verschiedenen Landwirtschaften noch Handwerks-, Handels- und Produktionsbetriebe sowie Gaststätten und Baumschulen.
Voßbarg liegt größtenteils entlang der Bundesstraße 436 aufgereiht. Es besteht eine Linienbusverbindung nach Wiesmoor, Aurich und Leer.
Ein die Straße und Dorf kreuzender Kanal ist nicht mehr schiffbar.

## Kultur und Sehenswürdigkeiten
Im und am Voßbarger Möbelhaus Buss finden jährlich mehrere Kunst- und kunsthandwerkliche Ausstellungen statt.

## Öffentliche Einrichtungen und Vereine
- Kindergarten „Muuskestuuv“
- Schützenverein von 1955
- Dorfgemeinschaft Voßbarg
- RG Happy Horse e. V.
- Wildtierrettung Voßbarg e. V.